# Список групп сферической симметрии
| · Симметрии-инволюции · Cs, (*) · [ ] =           | · Циклическая симметрия · Cnv, (*nn) · [n] =     | · Диэдральная симметрия · Dnh, (*n22) · [n,2] =   |
| Группы многогранников, [n,3], (*n32)              |                                                  |                                                   |
| · Тетраэдральная симметрия · Td, (*332) · [3,3] = | · Октаэдральная симметрия · Oh, (*432) · [4,3] = | · Икосаэдральная симметрия · Ih, (*532) · [5,3] = |

Группы сферической симметрии также называются точечными группами в трёхмерном пространстве, однако эта статья рассматривает только конечные симметрии. 
Существует пять фундаментальных классов симметрии, которыми обладают треугольные фундаментальные области: диэдрическая, циклическая, тетраэдральная симметрия, октаэдральная симметрия и икосаэдральная симметрия.
Статья перечисляет группы согласно символам Шёнфлиса, записи Коксетера , орбифолдной записи  и порядка. Конвей использовал вариант записи Шёнфлиса, основанном на алгебраической структуре группы кватернионов, с обозначениями одной или двумя заглавными буквами и полным набором нижних числовых индексов. Порядок группы обозначается индексом, если только он не удваивается символом плюс-минус ("±"), который подразумевает центральную симметрию .
Символика Германа — Могена (интернациональная запись) приводится также. Группы кристаллографии, 32 в общем числе, являются подмножеством с элементами порядка 2, 3, 4 и 6 .

## Симметрии-инволюции
Имеется четыре симметрии, которые являются обратными себе, т.е. инволюциями: тождественное преобразование (C1), зеркальная симметрия (Cs), вращательная симметрия (C2), и  центральная симметрия (Ci).
| Инт. | Геом. | Орб. | Шёнф.   | Конвей  | Кокс.   | Пор. | Фунд. область |
| ---- | ----- | ---- | ------- | ------- | ------- | ---- | ------------- |
| 1    | 1     | 11   | C1      | C1      | ][ [ ]+ | 1    |               |
| 2    | 2     | 22   | D1 = C2 | D2 = C2 | [2]+    | 2    |               |

| Инт.  | Геом. | Ориб. | Шёнф.          | Конвей    | Кокс.   | Пор. | Фунд. область |
| ----- | ----- | ----- | -------------- | --------- | ------- | ---- | ------------- |
| 1     | 22    | ×     | Ci = S2        | CC2       | [2+,2+] | 2    |               |
| 2 = m | 1     | *     | Cs = C1v = C1h | ±C1 = CD2 | [ ]     | 2    |               |

## Циклическая симметрия
Существуют четыре бесконечных семейства циклической симметрии с n=2 и выше. (n может быть равен 1 как особый случай нет симметрии)
| Инт. | Гео | Орб. | Шёнф.     | Конвей.   | Кокс.         | Пор. | Фунд. область |
| ---- | --- | ---- | --------- | --------- | ------------- | ---- | ------------- |
| 2    | 2   | 22   | C2 = D1   | C2 = D2   | [2]+ [2,1]+   | 2    |               |
| mm2  | 2   | *22  | C2v = D1h | CD4 = DD4 | [2] [2,1]     | 4    |               |
| 4    | 42  | 2×   | S4        | CC4       | [2+,4+]       | 4    |               |
| 2/m  | 2   | 2*   | C2h = D1d | ±C2 = ±D2 | [2,2+] [2+,2] | 4    |               |

| Инт.                     | Геом.                | Орб.                | Шёнф.               | Конвей                      | Кокс.                                      | Пор.         | Фунд. область |
| ------------------------ | -------------------- | ------------------- | ------------------- | --------------------------- | ------------------------------------------ | ------------ | ------------- |
| 3 4 5 6 n                | 3 4 5 6 n            | 33 44 55 66 nn      | C3 C4 C5 C6 Cn      | C3 C4 C5 C6 Cn              | [3]+ [4]+ [5]+ [6]+ [n]+                   | 3 4 5 6 n    |               |
| 3m 4mm 5m 6mm -          | 3 4 5 6 n            | *33 *44 *55 *66 *nn | C3v C4v C5v C6v Cnv | CD6 CD8 CD10 CD12 CD2n      | [3] [4] [5] [6] [n]                        | 6 8 10 12 2n |               |
| 3 8 5 12 -               | 62 82 10.2 12.2 2n.2 | 3× 4× 5× 6× n×      | S6 S8 S10 S12 S2n   | ±C3 CC8 ±C5 CC12 CC2n / ±Cn | [2+,6+] [2+,8+] [2+,10+] [2+,12+] [2+,2n+] | 6 8 10 12 2n |               |
| 3/m=6 4/m 5/m=10 6/m n/m | 32 42 52 62 n2       | 3* 4* 5* 6* n*      | C3h C4h C5h C6h Cnh | CC6 ±C4 CC10 ±C6 ±Cn / CC2n | [2,3+] [2,4+] [2,5+] [2,6+] [2,n+]         | 6 8 10 12 2n |               |

## Диэдральная симметрия
Существует три бесконечных семейства с диэдральной симметрией с n равным 2 и выше. (n может быть равен 1 как специальный случай)
| Инт. | Геом. | Орб. | Шёнф. | Конвей | Кокс.  | Пор. | Фунд. область |
| ---- | ----- | ---- | ----- | ------ | ------ | ---- | ------------- |
| 222  | 2.2   | 222  | D2    | D4     | [2,2]+ | 4    |               |
| 42m  | 42    | 2*2  | D2d   | DD8    | [2+,4] | 8    |               |
| mmm  | 22    | *222 | D2h   | ±D4    | [2,2]  | 8    |               |

| Инт.                 | Геом.               | Орб.                     | Шёнф.               | Конвей                         | Кокс.                                 | Пор.           | Фунд. область |
| -------------------- | ------------------- | ------------------------ | ------------------- | ------------------------------ | ------------------------------------- | -------------- | ------------- |
| 32 422 52 622        | 3.2 4.2 5.2 6.2 n.2 | 223 224 225 226 22n      | D3 D4 D5 D6 Dn      | D6 D8 D10 D12 D2n              | [2,3]+ [2,4]+ [2,5]+ [2,6]+ [2,n]+    | 6 8 10 12 2n   |               |
| 3m 82m 5m 12.2m      | 62 82 10.2 12.2 n2  | 2*3 2*4 2*5 2*6 2*n      | D3d D4d D5d D6d Dnd | ±D6 DD16 ±D10 DD24 DD4n / ±D2n | [2+,6] [2+,8] [2+,10] [2+,12] [2+,2n] | 12 16 20 24 4n |               |
| 6m2 4/mmm 10m2 6/mmm | 32 42 52 62 n2      | *223 *224 *225 *226 *22n | D3h D4h D5h D6h Dnh | DD12 ±D8 DD20 ±D12 ±D2n / DD4n | [2,3] [2,4] [2,5] [2,6] [2,n]         | 12 16 20 24 4n |               |

## Симметрии многогранников
Существует три типа симметрии многогранников: тетраэдральная симметрия, октаэдральная симметрия и икосаэдральная симметрия, названные по правильным многогранникам с треугольными гранями, которые обладают такими симметриями.
| Инт. | Геом. | Орб. | Шёнф. | Конвей | Кокс.            | Пор. | Фунд. область |
| ---- | ----- | ---- | ----- | ------ | ---------------- | ---- | ------------- |
| 23   | 3.3   | 332  | T     | T      | [3,3]+ = [4,3+]+ | 12   |               |
| m3   | 43    | 3*2  | Th    | ±T     | [4,3+]           | 24   |               |
| 43m  | 33    | *332 | Td    | TO     | [3,3] = [1+,4,3] | 24   |               |

| Инт. | Геом. | Орб. | Шёнф. | Конвей | Кокс.             | Пор. | Фунд. область |
| ---- | ----- | ---- | ----- | ------ | ----------------- | ---- | ------------- |
| 432  | 4.3   | 432  | O     | O      | [4,3]+ = [[3,3]]+ | 24   |               |
| m3m  | 43    | *432 | Oh    | ±O     | [4,3] = [[3,3]]   | 48   |               |

| Инт.  | Геом. | Орб. | Шёнф. | Конвей | Кокс.  | Пор. | Фунд. область |
| ----- | ----- | ---- | ----- | ------ | ------ | ---- | ------------- |
| 532   | 5.3   | 532  | I     | I      | [5,3]+ | 60   |               |
| 532/m | 53    | *532 | Ih    | ±I     | [5,3]  | 120  |               |

## Внешние ссылки
- Finite spherical symmetry groups
- Weisstein, Eric W. Schoenflies symbol (англ.) на сайте Wolfram MathWorld.
- Weisstein, Eric W. Crystallographic point groups (англ.) на сайте Wolfram MathWorld.
- Simplest Canonical Polyhedra of Each Symmetry Type, by David I. McCooey